# Xestia perornata
Xestia perornata är en fjärilsart som beskrevs av Charles Boursin 1963. Xestia perornata ingår i släktet Xestia och familjen nattflyn. Inga underarter finns listade i Catalogue of Life.